# Larinia lineata
Larinia lineata là một loài nhện trong họ Araneidae.
Loài này thuộc chi Larinia. Larinia lineata được Hippolyte Lucas miêu tả năm 1846.